# 가면라이더 V3
가면라이더 V3(일본어: 仮面ライダー V3 카멘라이다 부이스리[*])는 일본 토에이의 특수촬영 드라마 가면라이더 시리즈의 1970~80년대 2번째 작품으로, 일본 TV 아사히(NET) 계열에서 1973년 2월 17일부터 1974년 2월 9일까지 방영되었다. 전작 가면라이더의 속편으로서 제작되었고, 극장판 하나가 토에이 만화 축제에 출품되었다.

## 줄거리
1호와 2호의 활약으로 비밀결사 겔쇼커는 무너졌다. 그러나 자폭한 것으로 알려져 있던 쇼커의 간세키 대수령은 살아남아 비밀리에 새 조직 "데스트론"(Destron, 일본어: デストロン 데스토론[*])을 세워 다시 세계 정복을 꿈꾼다. 데스트론에 의해 가족들을 빼앗긴 카자미 시로(일본어: 風見志郎)는 가면라이더 1호와 2호에게 부탁하여 개조를 받아 새로운 가면라이더, 'V3'가 되어 데스트론과 대결한다.

## 등장 인물
- 카자미 시로(일본어: 風見志郎)  - 가면라이더 V3
- 유키 조지(일본어: 結城丈二 유우키 조지[*])  - 라이더맨
- 데스트론

## 캐스트
- 카자미 시로 - 미야우치 히로시
- 유키 조지 - 야마구치 아키라 (슈츠 액션도 연기)
- 타마 준코 - 오노 히즈루
- 타마 시게루 - 카와구치 히데키
- 사쿠마 켄 - 카와시마 타케루

- 닥터 G - 센바 조타로
- 키바 남작 - 고 에이지
- 츠바사 대승정 - 후지노 사치오
- 요로이 원수 - 나카무라 분야
- 데스트론 수령의 목소리 - 나야 고로
- 타치바나 토베에 - 코바야시 아키지

- 나레이터 - 나카에 신지

## 주제가
- 여는 노래
  - "싸워라! 가면라이더 V3"
  - 노래: 미야우치 히로시, 더 스윙거

- 닫는 노래

- "소년 라이더대의 노래"

- 노래: 미즈키 이치로, 콜롬비아 요람회

- "달려라! 허리케인"

- 노래: 시몬 마사토, 콜롬비아 요람회

| 이전 가면라이더 (1971년 4월 3일 ~ 1973년 2월 10일) | 제2대 1970년대 가면라이더 시리즈 1973년 2월 17일 ~ 1974년 2월 9일 | 다음 가면라이더 X (1974년 2월 16일 ‐ 1974년 10월 12일) |